# يي تشونغ
يي تشونغ (بالصينية: 叶冲) هو مبارز بالسيف صيني، ولد في 29 نوفمبر 1969 في شانغهاي في الصين.

## وصلات خارجية
- يي تشونغ على موقع الاتحاد الدولي للمبارزة (الإنجليزية)
- يي تشونغ على موقع أوليمبيديا (الإنجليزية)
- يي تشونغ على موقع اللجنة الأولمبية الصينية (الإنجليزية)